# زبان اقلیت‌شده
در زبان‌شناسی اجتماعی، زبان اقلیت‌شده به زبانی گفته می‌شود که به حاشیه رانده شده و مورد آزار یا ممنوعیت قرار گرفته‌است. اقلیت‌سازی زبان به دلیل تمایل ملت‌های بزرگ برای ایجاد یک زبان مشترک برای تجارت و اداره سرزمین یا ایجاد یکدستی به دلایل ایدئولوژیکی ناشی می‌شود. زبان‌های اقلیت‌شده معمولاً دارای دامنه کاربرد کمتری نسبت به دامنه‌های زبان‌های چیره هستند و در بیشتر موارد به دلیل یادگیری زبان چیره توسط گویشوران زبان اقلیت‌شده دوزبانگی یک‌طرفه ایجاد می‌شود که برعکس آن رخ نمی‌دهد. گویشوران زبان‌های اقلیت‌شده با پیامدهای مختلفی از جمله افت تحصیلی و جایگزینی زبان به نفع زبان چیره، رو به رو می‌شوند.